# Chris Bédia
Pour les articles homonymes, voir Bedia (homonymie).
Chris Bédia, né le 5 mars 1996 à Abidjan en Côte d'Ivoire, est un footballeur ivoirien qui évolue au poste d'avant-centre au BSC Young Boys, en prêt de l'Union Berlin.

## Biographie

### En club
Chris Bédia est arrivé en France à l'âge de douze ans. En novembre 2008, il a pris une licence à La Mellinet Nantes, club formateur reconnu de Loire-Atlantique. Puis il a ensuite évolué à l'USSA Vertou en championnat National U19 où il a été repéré par le Tours FC.

#### Tours FC (2014-2016)
Le 1er avril 2016, il inscrit avec le Tours FC, un doublé contre le Stade brestois, lors de la 32e journée du championnat de Ligue 2.
Il quitte le Tours FC, en juillet 2016, pour rejoindre le Championnat belge.

#### Sporting de Charleroi (2016-2022)
En été 2016, il part en Belgique à Charleroi.
Lors de sa première saison au Sporting de Charleroi, il inscrit 6 buts dont 5 en championnat. Sa 2e saison est plus difficile, l'ivoirien étant plus souvent réserviste que titulaire et ne marque qu'un seul but (en coupe de Belgique). Il marque son tout premier but de la saison en championnat lors de la 28e journée (le 24 février 2018), en déplacement au KV Malines.

##### Prêt au SV Zulte-Waregem (2018-2019)
Ayant des difficultés à s'imposer comme titulaire, Chris Bédia est prêté une saison avec option d'achat le 13 août 2018 à  Zulte Waregem ,.
Il revient dans le club carolo après une saison compliquée où il ne fait que 17 apparitions avec aucun but marqué pour les flandriens.

#### Retour au Sporting de Charleroi
Apres son prêt peu concluant à Zulte-Waregem, Chris Bédia est de retour au Sporting de Charleroi à l'aube de la saison 2019-2020. L'arrivée du nouvel entraineur Karim Belhocine remet les compteurs à zéro et Chris Bédia peut se battre pour envisager une place de titulaire.
Classé comme 2e attaquant derrière le malien Adama Niane par l'entraîneur franco-algerien, l'ivoirien participe aux 3 premiers matches de championnat, dont le dernier en tant que titulaire.

##### Prêt à l'ESTAC Troyes (2019-2020)
Malgré un changement de statut au sein du club carolo, Chris Bédia est prêté avec option d'achat le 14 août 2019 à l'ES Troyes AC.
Au sein de sa nouvelle équipe, Chris Bédia redécouvre la joie d'être titulaire. Le bilan de la saison de l'ivoirien reste toutefois mitigé avec 3 buts en 22 matches joués.

#### Bref retour au Sporting de Charleroi
A la fin de la saison 2019-2020, le prêt de Chris Bédia n'est pas prolongé à Troyes, le club n'ayant pas levé l'option d'achat.
Chris Bédia retourne donc au Sporting de Charleroi pour la préparation d'avant-saison.
Il apparaît clairement qu'il ne fait pas partie des plans de l'entraîneur carolo Karim Belhocine et cherche un nouveau club.

##### Prêt au FC Sochaux (2020-2021)
Le 18 août 2020, Chris Bédia est prêté avec option d'achat au FC Sochaux, pensionnaire de Ligue 2.
La saison de l'ivoirien parmi les sochaliens est la plus aboutie depuis le début de sa carrière pro, le joueur ayant joué 38 matches et marqué 12 buts (dont 9 en championnat).
Une saison réussie, à tel point que des clubs comme le Montpellier HSC et le FC Nantes s'intéressent à lui.
Malgré son excellente saison à Sochaux, le club décide de ne pas lever l'option d'achat et Chris Bédia retourne au Sporting de Charleroi, en Belgique.

#### Dernier retour au Sporting de Charleroi (2016-2022)
A nouveau de retour chez les Zèbres, Chris Bédia joue le premier match de championnat en tant que titulaire en raison de l'absence de l'attaquant numéro 1, Shamar Nicholson. Il y marquera d'emblée son 1er but de la saison , mais aussi son seul.
Par la suite, Chris Bédia n'est plus que remplaçant mais à partir du 22 octobre 2021, l'ivoirien n'est plus du tout sélectionné.
Un nouveau départ se fait sentir pour le joueur. Il quitte définitivement le club en janvier 2022.

#### Servette FC (2022-2024)
Le 24 janvier 2022, Chris Bédia quitte définitivement le Sporting de Charleroi et signe un contrat jusqu'en 2024 au Servette FC, club suisse évoluant en Super League Suisse. Il effectue une saison 2022-2023 remarquée : blessé sur la première moitié de la saison, il inscrit 12 buts en 23 matchs disputés. Il est également l'auteur du but de l'égalisation lors du duel victorieux de Servette au 2ème tour qualificatif de Ligue des champions face au KRC Genk.
Il quitte le club en janvier 2024 pour rejoindre la Bundesliga.

#### FC Union Berlin (depuis 2024)
Le 18 janvier 2024, Chris Bedia est transféré pour 2 millions d'euros à l'Union Berlin, actuel 14e de Bundesliga. Il y a signé un contrat jusqu'en juin 2027.
Il n'est pas parvenu à s'imposer en Bundesliga, où il a marqué un but en sept brèves apparitions. Il s'était montré plus efficace avec le club genevois du Servette FC, puisqu'il avait inscrit 31 buts en 68 matchs.
En août 2024, Union Berlin annonce son prêt pour une saison à Hull City.
Début février 2025, il est de nouveau prêté mais cette fois dans un club suisse, BSC Young Boys.

##### Prêt à Hull City (2024-2025)
Chris Bédia est prêté, en août 2024, par l'Union Berlin à Hull City, avec option d'achat, le club évolue en D2 anglaise.
Hull City et l'Union Berlin se mettent, début février, pour mettre un terme à son prêt dans le club anglais. Il est prêté dans la foulée dans un club Suisse allemand.

##### Prêt au BSC Young Boys, retour en Suisse (2025)
En février 2025, il rejoint en prêt le BSC Young Boys jusqu'à l'été 2026 son contrat contient une option d'achat.

### En équipe nationale
Avec les moins de 20 ans, il participe à la Coupe d'Afrique des nations junior 2015 organisée au Sénégal. Lors de la compétition, il inscrit un but contre le pays organisateur, puis un autre but contre le Nigeria.
Il participe quelques semaines plus tard au Tournoi de Toulon. Lors de la compétition, il inscrit deux buts contre la Chine, au stade de Lattre-de-Tassigny à Aubagne.

## Statistiques
| Saison                | Club                    | Championnat           | Championnat | Championnat | Coupe(s) nationale(s) | Coupe(s) nationale(s) | Compétition(s) continentale(s) | Compétition(s) continentale(s) | Compétition(s) continentale(s) | Total | Total |
| Saison                | Club                    | Division              | M.          | B.          | M.                    | B.                    | Comp.                          | M.                             | B.                             | M.    | B.    |
| 2014-2015             | Tours FC                | Ligue 2               | 9           | 1           | 0                     | 0                     | -                              | 0                              | 0                              | 9     | 1     |
| 2015-2016             | Tours FC                | Ligue 2               | 11          | 4           | 0                     | 0                     | -                              | 0                              | 0                              | 11    | 4     |
| Sous-total            | Sous-total              | Sous-total            | 20          | 5           | 0                     | 0                     | -                              | 0                              | 0                              | 20    | 5     |
| 2016-2017             | Charleroi SC            | Division 1A           | 35          | 5           | 3                     | 1                     | -                              | 0                              | 0                              | 38    | 6     |
| 2017-2018             | Charleroi SC            | Division 1A           | 31          | 1           | 1                     | 1                     | -                              | 0                              | 0                              | 32    | 2     |
| 2018-2019             | Charleroi SC            | Division 1A           | 2           | 0           | 0                     | 0                     | -                              | 0                              | 0                              | 2     | 0     |
| 2018-2019             | SV Zulte Waregem (prêt) | Division 1A           | 0           | 0           | 0                     | 0                     | -                              | 0                              | 0                              | 0     | 0     |
| Sous-total            | Sous-total              | Sous-total            | 68          | 6           | 4                     | 2                     | -                              | 0                              | 0                              | 72    | 8     |
| Total sur la carrière | Total sur la carrière   | Total sur la carrière | 88          | 11          | 4                     | 2                     | -                              | 0                              | 0                              | 92    | 13    |